# Philip Stubbs
Philip Stubbs (c. 1555- c. 1610) fue un panfletista inglés nacido alrededor de 1555.
Estudió en la Universidad de Cambridge y posteriormente en la Universidad de Oxford, aunque sin llegar a graduarse, gastando la mayor parte del tiempo viajando por el país. Comenzó a escribir sobre 1581, y en 1583 publicó "The Anatomie of Abuses". Dicha obra consistía en un virulento ataque a la educación, las costumbres, las diversiones y modas de la época, siendo hoy en día muy valioso por su abundante información sobre las cuestiones de esa época. En 1591 publicó "A Christal Glass for Christian Women", del cual se hicieron siete ediciones y posteriormente siguió con otras obras semi-devocionales. Probablemente murió alrededor de 1610.

## Obra

### Algunas publicaciones
- 1581, Two Wunderfull and Rare Examples
- 1582, A View of Vanitie, and Allarum to England, or, Retrait from Sinne (hoy perdido)
- 1583, The Anatomie of Abuses
- 1583, The Display of Corruptions (parte 2 de The Anatomie of Abuses)
- 1583, The Rosarie of Christian Praiers and Meditations (hoy perdido)
- 1585, The Intended Treason of Doctor Parrie
- 1585, The Theater of the Popes Monarchie
- 1591, A Christal Glasse for Christian Women—biografía de su esposa, Katherine Stubbes (nacida Emmes)
- 1592, A Perfect Pathway to Felicitie
- 1593, Motive to Good Workes